# Ipotesi armena

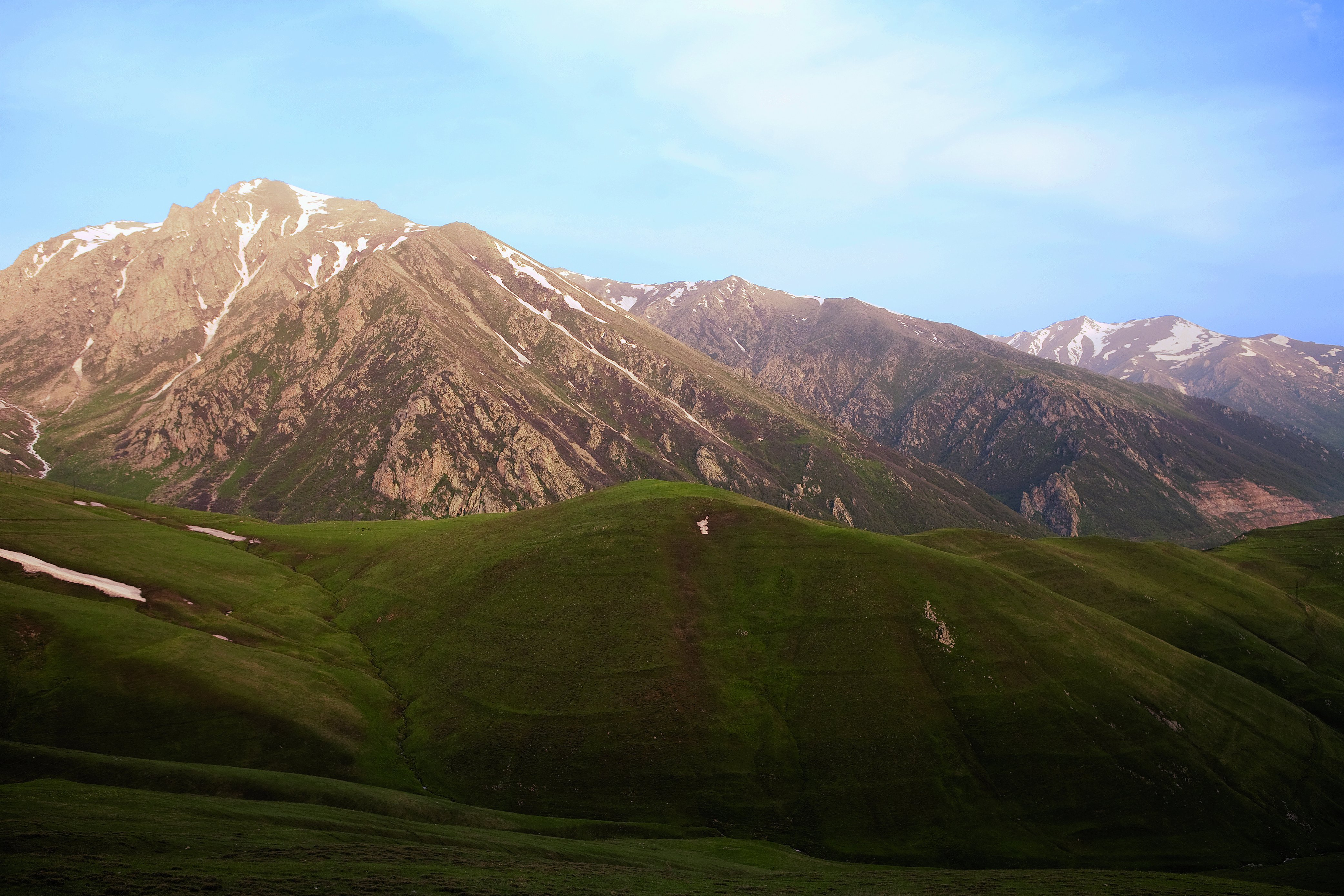
L'altopiano armeno

L'ipotesi armena sull'urheimat protoindoeuropea, basata sulla teoria glottidale, afferma che la lingua protoindoeuropea era parlata nell'altopiano armeno almeno a partire dal IV millennio a.C..
Venne proposta per la prima volta dai linguisti russi T. V. Gamkrelidze e V. V. Ivanov nel 1995. Secondo i due linguisti il protoindoeuropeo si espanse inizialmente dall'Armenia nella steppa pontico-caspica da cui si diffuse poi - come proposto dalla teoria kurganica - in Europa. L'ittita, il greco, l'indo-iranico e l'armeno si sarebbero invece differenziati nell'urheimat armeno..